# Alright (Jain)
Alright è un singolo della cantautrice francese Jain, pubblicato il 25 maggio 2018 come primo estratto dal secondo album in studio Souldier.

## Tracce
1. Alright – 3:42 (Jeanne Louise Galice)